# ائتلاف مصر
ائتلاف مصر هو تحالف انتخابي في مصر تم إنشاؤه بين الجبهة المصرية وائتلاف التيار المستقل لخوض الانتخابات البرلمانية المصرية لعام 2015.
انسحب بعض المرشحين من قائمة صحوة مصر والتحالف الجمهوري للقوى الاجتماعية وانضموا إلى قائمة مصر.

## الأحزاب والائتلافات التابعة
- الحزب العربي الديمقراطي الناصري
- الحزب العربي للعدل والمساواة
- حزب الجيل الديمقراطي
- حزب السلام الديمقراطي
- الحزب المصري العربي الاشتراكي
- الحركة الوطنية المصرية
- حزب وطنى مصر
- حزب البناء الاجتماعي
- حزب الغد
- حزب النصر
- حزب صوت مصر[3]